# POxy 846

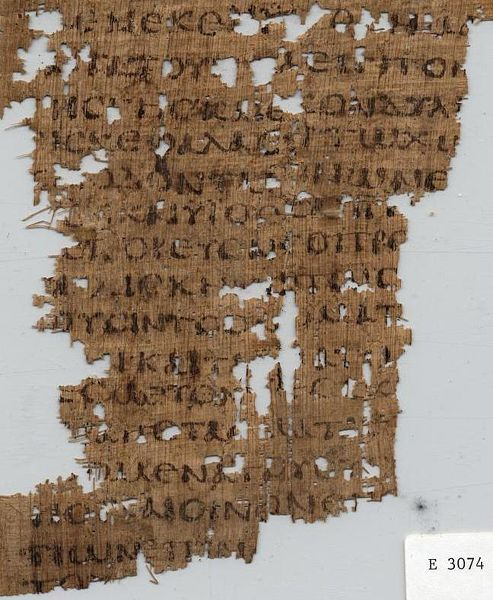
POxy 846.

POxy 846 (ou E 3074) é um manuscrito do século VI d.C. de uma parte da versão grega da Bíblia hebraica (Tanakh ou Antigo Testamento), conhecida como a Septuaginta contendo Amós 2:6-12. 
Juntamente com os demais papiros de Oxirrinco, foi encontrado por arqueólogos em 1900, num antigo depósito de lixo perto de Oxirrinco, no Egito (moderna el-Bahnasa). Foi publicado em 1908 por Bernard P. Grenfell e Artur S. Hunt em The Oxyrhynchus Papyri, vol. VI. Atualmente está preservado na Universidade da Pensilvânia, catalogado como E 3074.